# Oxira norvegicola
Oxira norvegicola là một loài bướm đêm trong họ Noctuidae.